# San Marino (rzeka)
San Marino – rzeka w San Marino i we Włoszech. 
Najpierw płynie przez San Marino (Chiesanuovę i Acquavivę), później płynie na północ do Włoch. Jej fragment tworzy granicę pomiędzy tymi dwoma państwami. Wpływa do rzeki Marecchia w Torello (część gminy San Leo). Ma długość 8,7 km, jej źródła znajdują się na Monte San Paolo na wysokości 864 m.